# Green Valley, Illinois
Green Valley là một làng thuộc quận Tazewell, tiểu bang Illinois, Hoa Kỳ. Năm 2010, dân số của làng này là 709 người.

## Dân số
Dân số qua các năm:
- Năm 2000: 728 người.
- Năm 2010: 709 người.